# Étavigny
Étavigny est une commune française située dans le département de l'Oise en région Hauts-de-France.

## Géographie

### Description
Etavigny est un  village rural du Valois ou du Multien dans le sud-est de l'Oise, proche de la Seine-et-Marne et de l'Aisne, situé à 20 km au nord-est de Meaux, à 30 km au sud-est de Senlis, 15 km au sud-est de Crépy-en-Valois et 39 km au sud-ouest de Soissons. Il est aisément accessible depuis la route nationale 2.
La  Voie verte du Pays de Valois passe en limite nord du territoire communal.
La commune se trouve dans l'aire d'attraction de Paris, dans la zone d'emploi de Soissons et dans le bassin de vie de Crépy-en-Valois.

### Communes limitrophes
Les communes limitrophes sont  Acy-en-Multien, Antilly, Betz, Boullarre et Rosoy-en-Multien.
| Betz           | Antilly          |           |
|                | Étavigny         | Boullarre |
| Acy-en-Multien | Rosoy-en-Multien |           |

### Géologie et relief
La superficie de la commune est de 7,17 km2 ; son altitude varie de 78  à   145 mètres.
En 1851, Louis Graves indiquait que le territoire de la commune  « constitue un .plateau dont le développement du nord au sud, est d'environ cinq mille mètres, tandis que la dimension opposée en atteint à peine quinze cents. Il incline au sud vers la vallée de Gergogne, et descend du côté du nord sur les pentes de la vallée de Grivette. Il n'y a point d'eau dans l'étendue de cette plaine, consacrée presque en entier 'a la culture des céréales.
Le chef-lieu formé de deux rues en équerre est dans la section méridionale ».

### Hydrographie

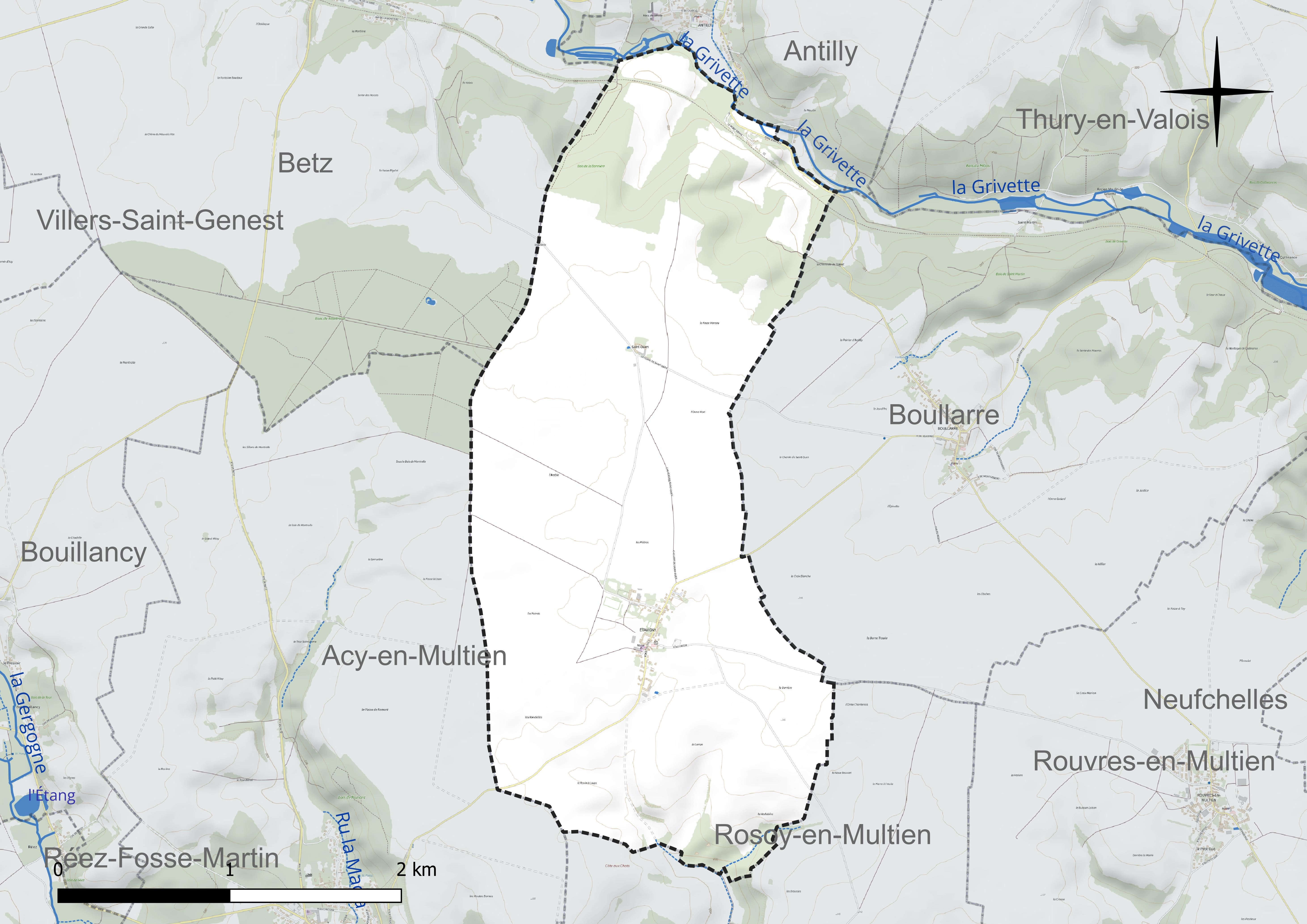
Réseau hydrographique d'Étavigny.

La commune est située dans le bassin Seine-Normandie.
Elle est drainée par la Grivette,.
La Grivette, d'une longueur de 15 km, prend sa source dans la commune de Lévignen et se jette  dans le canal de l'Ourcq à Neufchelles, après avoir traversé huit communes.

### Climat
Pour des articles plus généraux, voir Climat des Hauts-de-France et Climat de l'Oise.
En 2010, le climat de la commune est de type climat océanique dégradé des plaines du Centre et du Nord, selon une étude du CNRS s'appuyant sur une série de données couvrant la période 1971-2000. En 2020, Météo-France publie une typologie des climats de la France métropolitaine dans laquelle la commune est exposée à un climat océanique altéré et est dans la région climatique Nord-est du bassin Parisien, caractérisée par un ensoleillement médiocre, une pluviométrie moyenne régulièrement répartie au cours de l'année et un hiver froid (3 °C).
Pour la période 1971-2000, la température annuelle moyenne est de 10,7 °C, avec une amplitude thermique annuelle de 15,5 °C. Le cumul annuel moyen de précipitations est de 719 mm, avec 11,4 jours de précipitations en janvier et 8,4 jours en juillet. Pour la période 1991-2020, la température moyenne annuelle observée sur la station météorologique la plus proche, située sur la commune du Plessis-Belleville à 17 km à vol d'oiseau, est de 11,4 °C et le cumul annuel moyen de précipitations est de 661,7 mm,. Pour l'avenir, les paramètres climatiques de la commune estimés pour 2050 selon différents scénarios d'émission de gaz à effet de serre sont consultables sur un site dédié publié par Météo-France en novembre 2022.

## Urbanisme

### Typologie
Au 1er janvier 2024, Étavigny est catégorisée commune rurale à habitat dispersé, selon la nouvelle grille communale de densité à sept niveaux définie par l'Insee en 2022.
Elle est située hors unité urbaine. Par ailleurs la commune fait partie de l'aire d'attraction de Paris, dont elle est une commune de la couronne,.

### Occupation des sols

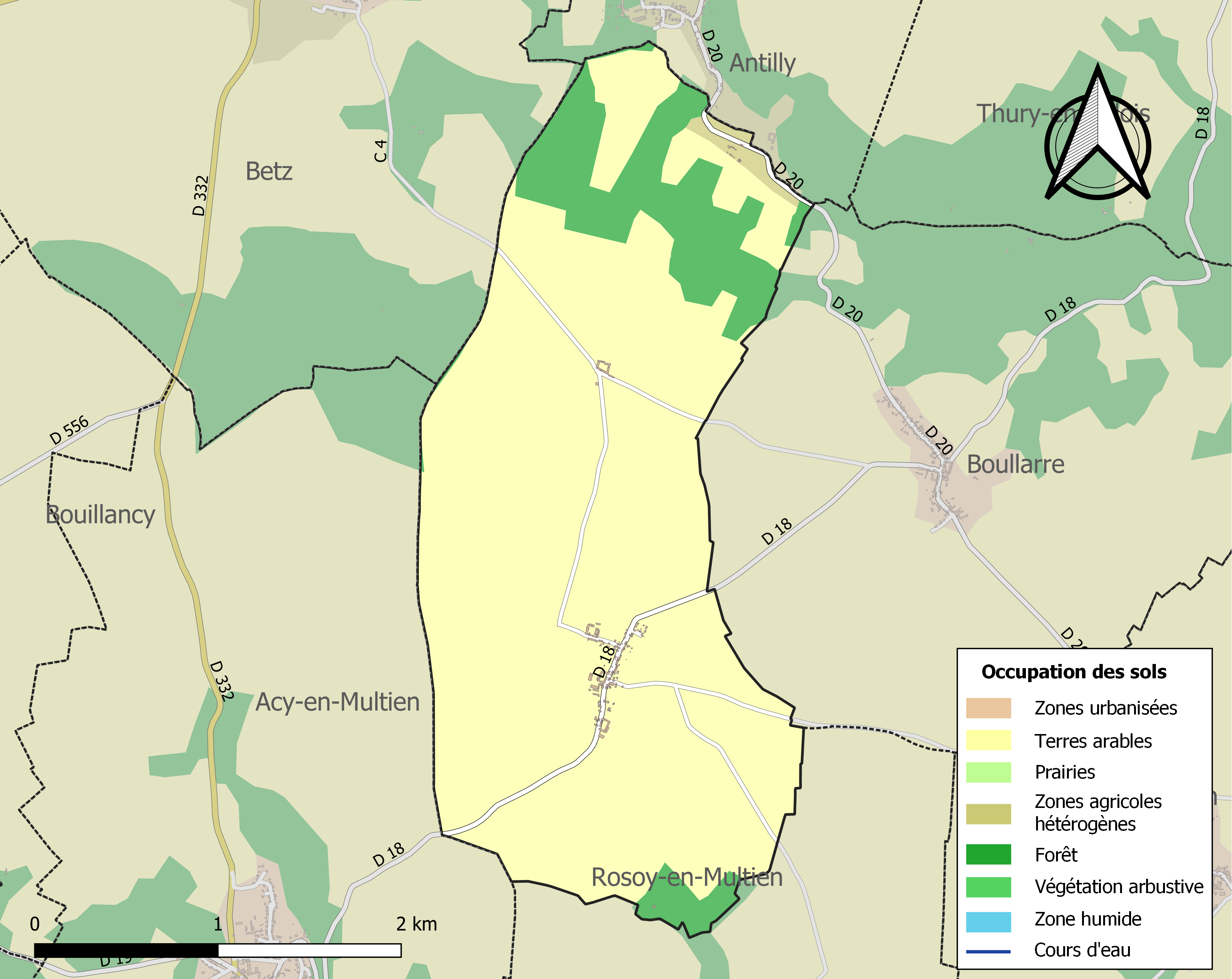
Carte des infrastructures et de l'occupation des sols de la commune en 2018 (CLC).

L'occupation des sols de la commune, telle qu'elle ressort de la base de données européenne d'occupation biophysique des sols Corine Land Cover (CLC), est marquée par l'importance des territoires agricoles (86,8 % en 2018), une proportion identique à celle de 1990 (86,8 %).
La répartition détaillée en 2018 est la suivante : terres arables (85,7 %), forêts (13,2 %), zones agricoles hétérogènes (1,2 %).
L'évolution de l'occupation des sols de la commune et de ses infrastructures peut être observée sur les différentes représentations cartographiques du territoire : la carte de Cassini (XVIIIe siècle), la carte d'état-major (1820-1866) et les cartes ou photos aériennes de l'IGN pour la période actuelle (1950 à aujourd'hui).

### Lieux-dits, hameaux et écarts
La commune compte un écart, Saint-Ouen, situé au nord du village.

### Habitat et logement
En 2021, le nombre total de logements dans la commune était de 62, alors qu'il était de 61 en 2016 et de 62 en 2011.
Parmi ces logements, 85,2 % étaient des résidences principales, 8,9 % des résidences secondaires et 5,9 % des logements vacants. Ces logements étaient  tous des maisons individuelles.
Le tableau ci-dessous présente la typologie des logements à Étavigny en 2021 en comparaison avec celle de l'Oise et de la France entière. Une caractéristique marquante du parc de logements est ainsi une proportion de résidences secondaires et logements occasionnels (8,9 %) supérieure à celle du département (2,4 %) mais inférieure à celle de la France entière (9,7 %).
| Typologie                                               | Étavigny | Oise | France entière |
| ------------------------------------------------------- | -------- | ---- | -------------- |
| Résidences principales (en %)                           | 85,2     | 90,5 | 82,2           |
| Résidences secondaires et logements occasionnels (en %) | 8,9      | 2,4  | 9,7            |
| Logements vacants (en %)                                | 5,9      | 7    | 8,1            |

### Voies de communication et transports
La commune est desservie, en 2023, par la ligne 6432 du réseau interurbain de l'Oise.

## Toponymie
Etaviniacum, Estavigniacum, Etavignie, Estavigny

## Histoire

### Ancien Régime
Sous l'Ancien Régime, Étavigny relevait du comté de Crépy-en-Valois.
L'abbaye Saint-Faron de Meaux y possédait alors de grandes propriétés ainsi qu'une ferme dans le village. Elle y avait institué une foire le vingt-quatre août, jour de la saint Barthélemy. L'écart de Saint-Ouen dépendait également de l'abbaye.

### Époque contemporaine
En 1851, la commune possède une mairie , une école, des terres à l'état de bois et de culture, ainsi que des friches considérables. La population vivait de l'agriculture.
En 1894 est mise en service la ligne d'Ormoy-Villers à Mareuil-sur-Ourcq qui longeait le cours de la Grivette, dont la station la plus proche était celle d'Antilly. Fermée au trafic voyageurs en 1939, elle a vu circuler des trains de marchandises jusqu'en 2005. Sa plateforme est devenue en 2017 la  Voie verte du Pays de Valois
Lors de la Première Guerre mondiale, Etavigny est concernée par les combats de la bataille de la Marne et le village ainsi que son église sont détruits,.

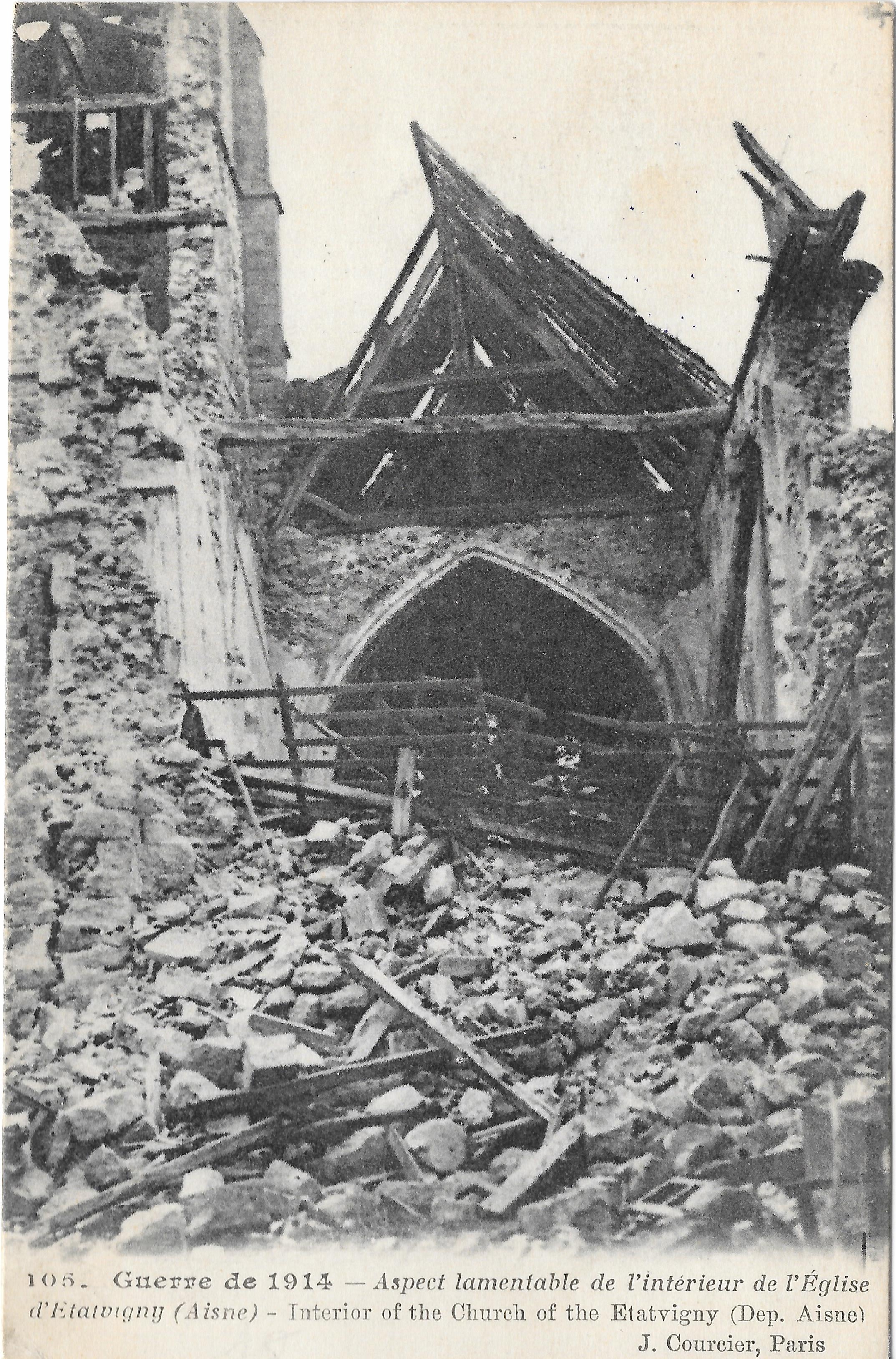
Carte postale de l'église détruite.
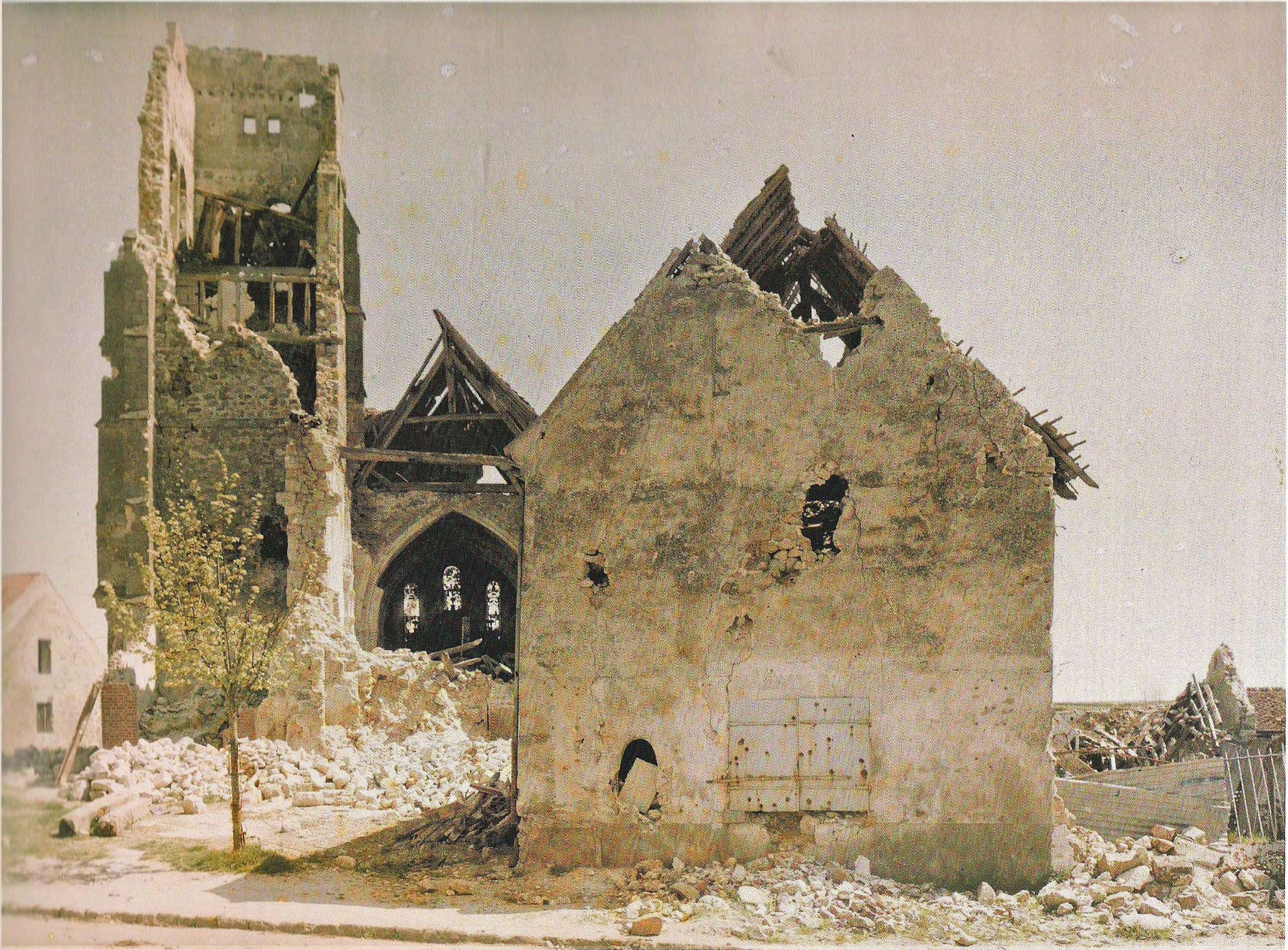
L'église détruite en 1915.

## Politique et administration

### Rattachements administratifs et électoraux

#### Rattachements administratifs
La commune se trouve  dans l'arrondissement de Senlis du département de l'Oise.
Elle faisait partie depuis 1802 du canton de Betz. Dans le cadre du redécoupage cantonal de 2014 en France, cette circonscription administrative territoriale a disparu, et le canton n'est plus qu'une circonscription électorale.

#### Rattachements électoraux
Pour les élections départementales, la commune est membre depuis 2014 du  canton de Nanteuil-le-Haudouin.
Pour l'élection des députés, elle fait partie de la quatrième circonscription de l'Oise.

### Intercommunalité
Étavigny est membre de la communauté de communes du Pays de Valois, un établissement public de coopération intercommunale (EPCI) à fiscalité propre créé fin 1996 et auquel la commune a transféré un certain nombre de ses compétences, dans les conditions déterminées par le code général des collectivités territoriales.

### Politique locale
Le premier tour des élections municipales de 2020 n'a pas été organisé au village, faute de candidats. Pour le second tour, une liste de onze candidats néanmoins pu se constituer, permettant l'élection d'un conseil municipal

### Liste des maires
| Période                                  | Période                       | Identité            | Étiquette | Qualité                                                                                         |
| ---------------------------------------- | ----------------------------- | ------------------- | --------- | ----------------------------------------------------------------------------------------------- |
| Les données manquantes sont à compléter. |                               |                     |           |                                                                                                 |
|                                          |                               |                     |           |                                                                                                 |
|                                          | décembre 1914                 | Jules Constant Piot |           | Médaille militaire Tué en fonction à l’ennemi le 26 décembre 1914 en Woëvre Mort pour la France |
|                                          |                               |                     |           |                                                                                                 |
| mars 2001                                | 2014                          | René Bourgeois      |           | Retraité                                                                                        |
| 2014                                     | juillet 2020                  | Delphine Hoffmann   |           |                                                                                                 |
| juillet 2020                             | En cours (au 22 juillet 2022) | Thibaud Demory      | DVD       | Céréalier                                                                                       |

## Équipements et services publics

### Eau et déchets
L'adduction d'eau de la commune est réalisée depuis un point de captage situé dans le fond de la vallée de la Grivette qui alimente le réseau du syndicat d'eau de Boullarre-Étavigny, et dessert ces deux communes.

## Population et société

### Démographie

#### Évolution démographique
L'évolution du nombre d'habitants est connue à travers les recensements de la population effectués dans la commune depuis 1793. Pour les communes de moins de 10 000 habitants, une enquête de recensement portant sur toute la population est réalisée tous les cinq ans, les populations de référence des années intermédiaires étant quant à elles estimées par interpolation ou extrapolation. Pour la commune, le premier recensement exhaustif entrant dans le cadre du nouveau dispositif a été réalisé en 2006.

En 2022, la commune comptait 177 habitants, en évolution de +12,74 % par rapport à 2016 (Oise : +0,87 %, France hors Mayotte : +2,11 %).
| 1793 | 1800 | 1806 | 1821 | 1831 | 1836 | 1841 | 1846 | 1851 |
| ---- | ---- | ---- | ---- | ---- | ---- | ---- | ---- | ---- |
| 184  | 150  | 158  | 160  | 189  | 189  | 192  | 178  | 181  |

| 1856 | 1861 | 1866 | 1872 | 1876 | 1881 | 1886 | 1891 | 1896 |
| ---- | ---- | ---- | ---- | ---- | ---- | ---- | ---- | ---- |
| 187  | 192  | 196  | 189  | 186  | 194  | 190  | 200  | 198  |

| 1901 | 1906 | 1911 | 1921 | 1926 | 1931 | 1936 | 1946 | 1954 |
| ---- | ---- | ---- | ---- | ---- | ---- | ---- | ---- | ---- |
| 202  | 177  | 185  | 178  | 172  | 195  | 199  | 207  | 171  |

| 1962 | 1968 | 1975 | 1982 | 1990 | 1999 | 2006 | 2011 | 2016 |
| ---- | ---- | ---- | ---- | ---- | ---- | ---- | ---- | ---- |
| 154  | 136  | 128  | 109  | 106  | 118  | 165  | 157  | 157  |

| 2021 | 2022 | - | - | - | - | - | - | - |
| ---- | ---- | - | - | - | - | - | - | - |
| 168  | 177  | - | - | - | - | - | - | - |

#### Pyramide des âges
La population de la commune est relativement jeune.
En 2018, le taux de personnes d'un âge inférieur à 30 ans s'élève à 43,3 %, soit au-dessus de la moyenne départementale (37,3 %). À l'inverse, le taux de personnes d'âge supérieur à 60 ans est de 12,8 % la même année, alors qu'il est de 22,8 % au niveau départemental.
En 2018, la commune comptait 72 hommes pour 79 femmes, soit un taux de 52,32 % de femmes, légèrement supérieur au taux départemental (51,11 %).
Les pyramides des âges de la commune et du département s'établissent comme suit.
| Hommes | Classe d’âge | Femmes |
| ------ | ------------ | ------ |
| 0,0    | 90 ou +      | 0,0    |
| 1,3    | 75-89 ans    | 4,9    |
| 10,7   | 60-74 ans    | 8,5    |
| 21,3   | 45-59 ans    | 13,4   |
| 29,3   | 30-44 ans    | 24,4   |
| 14,7   | 15-29 ans    | 12,2   |
| 22,7   | 0-14 ans     | 36,6   |

| Hommes | Classe d’âge | Femmes |
| ------ | ------------ | ------ |
| 0,5    | 90 ou +      | 1,4    |
| 5,5    | 75-89 ans    | 7,6    |
| 15,6   | 60-74 ans    | 16,3   |
| 20,8   | 45-59 ans    | 20     |
| 19,4   | 30-44 ans    | 19,4   |
| 17,6   | 15-29 ans    | 16,2   |
| 20,6   | 0-14 ans     | 19,1   |

## Culture locale et patrimoine

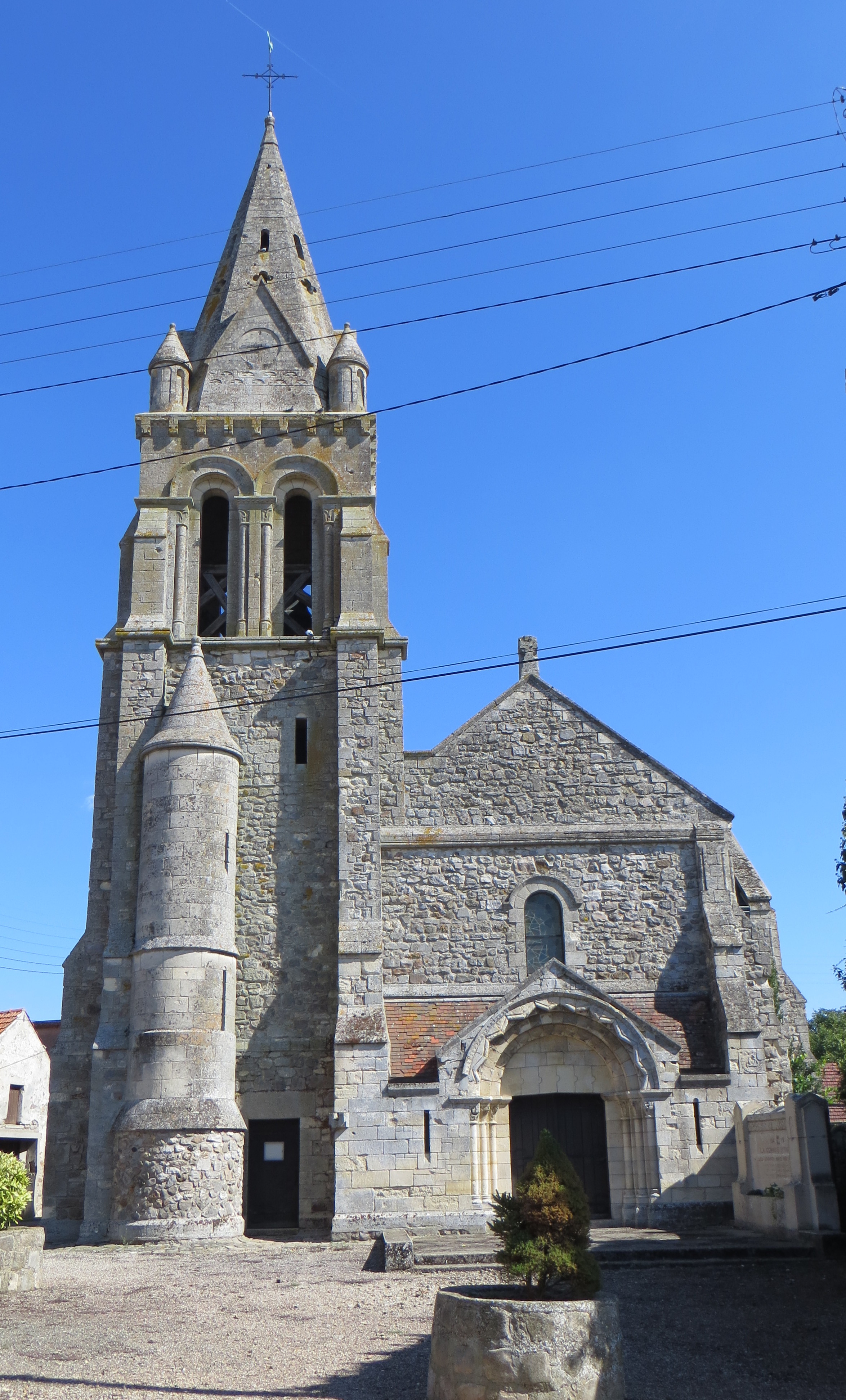
L'église en 2015 - Son de la cloche de l'église sonnant 15 h : Fichier:Étavigny - Cloche de l'église Saint-Jean.ogg.

### Lieux et monuments
- L'église Saint-Jean, détruite par bombardement en 1915, est reconstruite dans les années 1920, qui s'inspire librement de l'édifice précédent, qui avait un chœur à chevet plat du XIIIe siècle éclairé par un triplet de fenêtres au chevet et un clocher latéral du XVIe siècle. Elle comporte un portail néo-roman qui commande une nef à deux travées et un bas-côté au nord qui supporte le clocher couronné d'une flèche octogonale en pierre. Sur le carré du transept viennent se greffer deux croisillons et un chœur à chevet plat dont les dimensions et les dispositions (éclairage par triplet de fenêtres) sont strictement identiques[29],[30].

### Héraldique
| Blason de Étavigny | Blason  | D'or à la barre de sable.                        |
| Blason de Étavigny | Détails | Le statut officiel du blason reste à déterminer. |

## Pour approfondir